# إيالة ديار بكر
إيالة ديار بكر (بالتركية العثمانية: ایالت دیاربكر)‏ هي إحدى إيالات الدولة العثمانية، ظلت قائمة من عام 1515 حتى خلفتها إيالة كردستان في عام 1846، وشملت أجزاء فيما يعرف اليوم بجنوب شرق تركيا وأجزاء من شمال سوريا. عاصمتها قرة آمد (ديار بكر)  وبلغ مساحتها 52،660 كم² في القرن التاسع عشر.